# سرگی کیروف

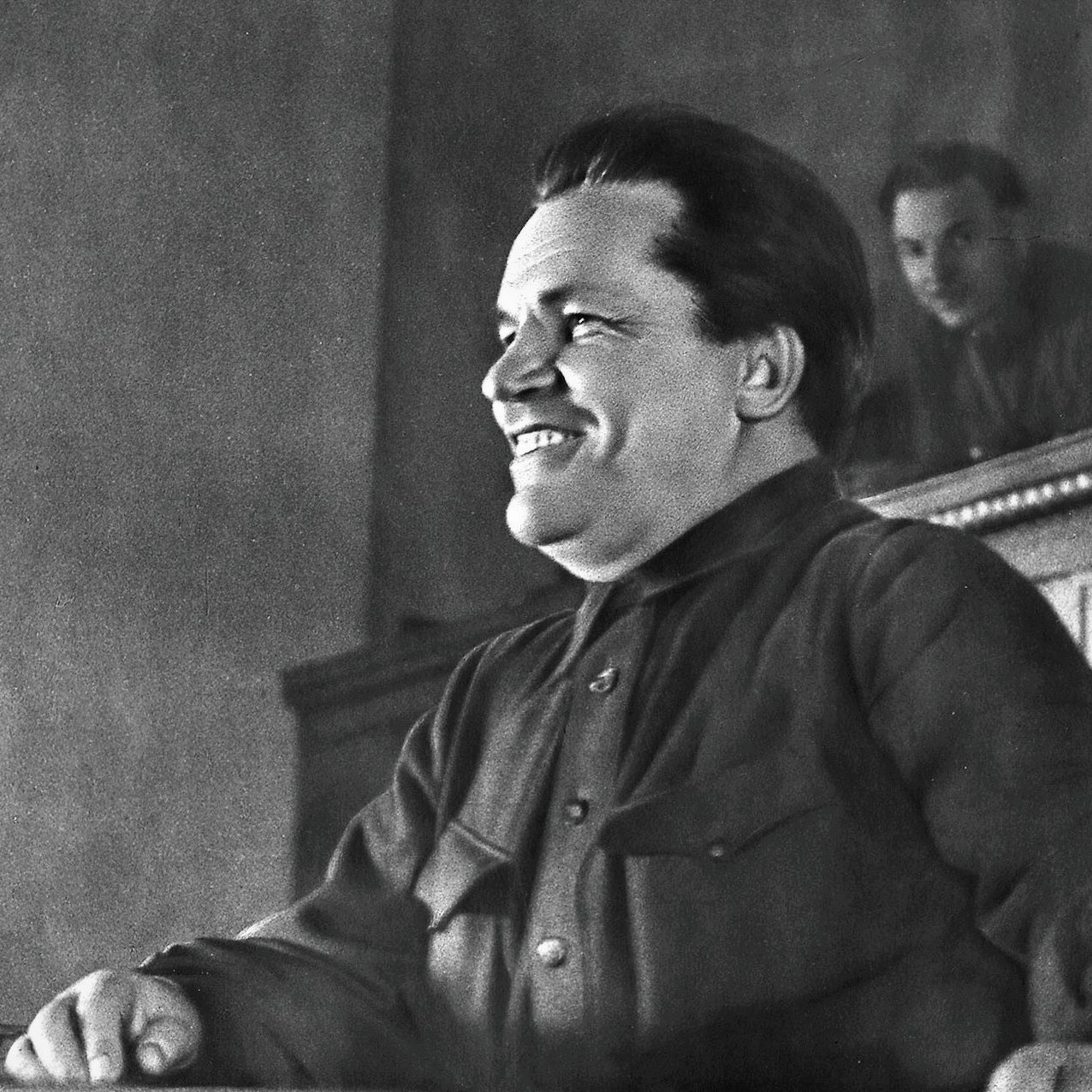

سرگی میرونوویچ کیروف (روسی: Серге́й Миро́нович Ки́ров؛ ۲۷ مارس ۱۸۸۶ – ۱ دسامبر ۱۹۳۴) یک انقلابی بلشویک و دولت‌مرد اهل اتحاد جماهیر شوروی بود. کیروف در سال ۱۹۳۴ توسط لئونید نیکلائف ترور شد. مرگ او آغازی بود برای پاکسازی بزرگ دوران ژوزف استالین.
وی همچنین برنده جوایزی همچون نشان لنین و درجه پرچم سرخ شده‌است.